# Porto Moniz

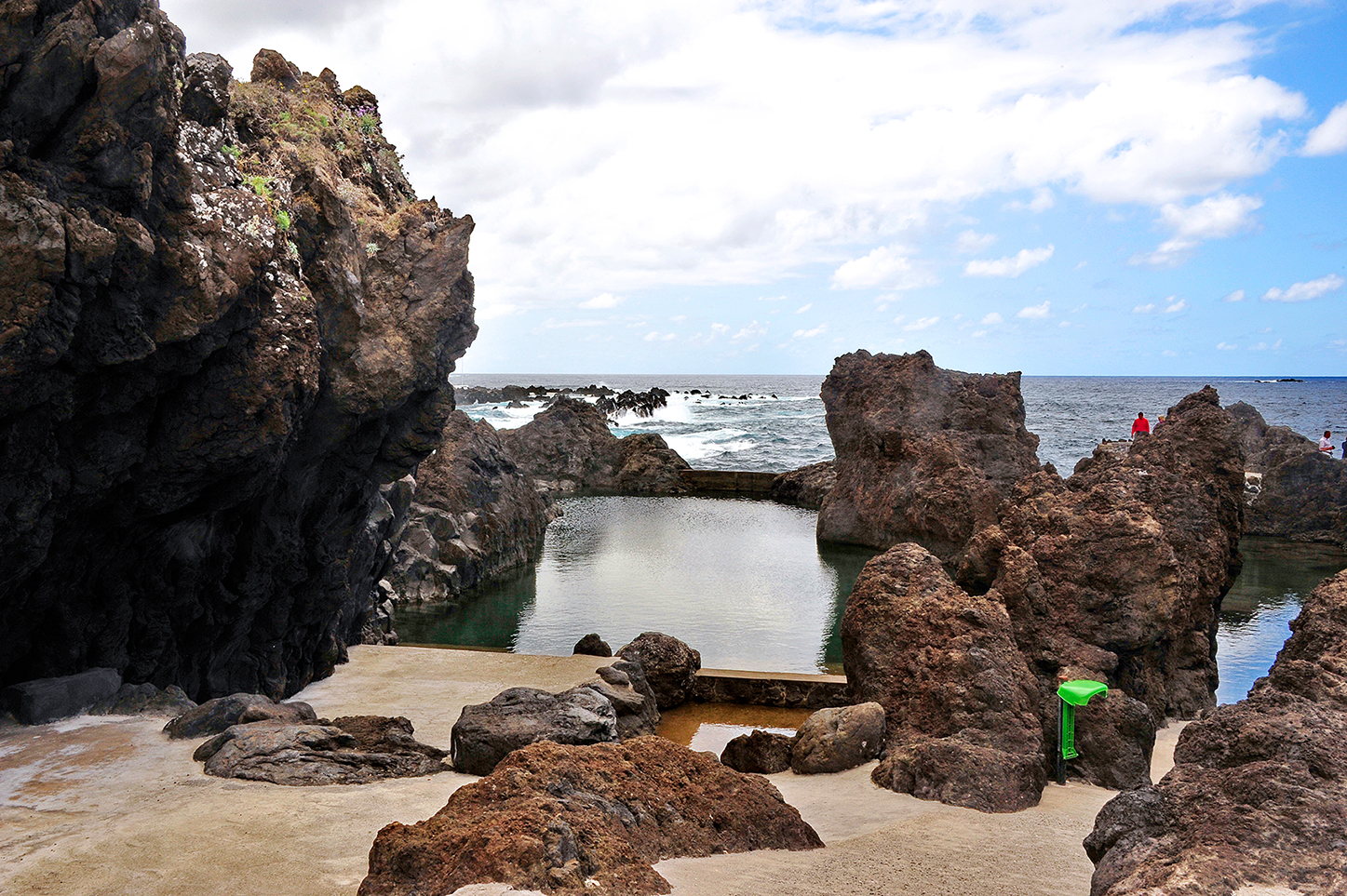
Piscina Naturais

Porto Moniz ('poɾtu mu'niʃ) è un comune portoghese che nel 2001 contava 2 927 abitanti, situato nella regione autonoma di Madera.

## Società

### Evoluzione demografica
| Popolazione di Porto Moniz (1864 – 2004) | Popolazione di Porto Moniz (1864 – 2004) | Popolazione di Porto Moniz (1864 – 2004) | Popolazione di Porto Moniz (1864 – 2004) | Popolazione di Porto Moniz (1864 – 2004) | Popolazione di Porto Moniz (1864 – 2004) | Popolazione di Porto Moniz (1864 – 2004) | Popolazione di Porto Moniz (1864 – 2004) | Popolazione di Porto Moniz (1864 – 2004) |
| ---------------------------------------- | ---------------------------------------- | ---------------------------------------- | ---------------------------------------- | ---------------------------------------- | ---------------------------------------- | ---------------------------------------- | ---------------------------------------- | ---------------------------------------- |
| 1864                                     | 1900                                     | 1930                                     | 1960                                     | 1981                                     | 1991                                     | 2001                                     | 2004                                     |                                          |
| 5948                                     | 4206                                     | 5068                                     | 5917                                     | 3963                                     | 3432                                     | 2927                                     | 2762                                     |                                          |

## Freguesias
- Achadas da Cruz
- Porto Moniz
- Ribeira da Janela
- Seixal